# Kabinett Menderes IV
Das Kabinett Menderes IV war die 22. Regierung der Türkei, die vom 9. Dezember 1955 bis zum 25. November 1957 von Adnan Menderes geführt wurde.
Die Parlamentswahl am 2. Mai 1954 hatte die regierende Demokrat Parti mit großem Vorsprung vor der Cumhuriyet Halk Partisi und der Cumhuriyetçi Millet Partisi gewonnen. Staatspräsident Bayar ernannte in der Folge Menderes zum Ministerpräsidenten.
Im Laufe des Jahres 1955 kam es zu Auseinandersetzungen in der DP. Der autokratische Führungsstil von Menderes und die wirtschaftlichen Misserfolge des Landes sorgten zunehmend für Unmut in der Partei. Als Menderes die Pressefreiheit einschränken wollte, verweigerten sich einige DP-Abgeordnete und traten aus der Partei aus. In der Folge bildete Menderes sein Kabinett Anfang Dezember 1955 um. Mit der Parlamentswahl am 27. Oktober 1957 endete die Regierungszeit. Bis zur Bildung einer neuen Regierung blieb das Kabinett geschäftsführend im Amt. Die DP verlor zwar 9,52 % der Stimmen, konnte sich aber als stärkste Kraft behaupten und Menderes wurde erneut mit der Regierungsbildung beauftragt.

## Regierung
| Titel                                   | Name                                                               | Amtszeit                                                                                                | Partei |
| --------------------------------------- | ------------------------------------------------------------------ | --- | ------ |
| Ministerpräsident                       | Adnan Menderes                                                     | | DP     |
| Staatsminister                          |                                                                    | |        |
| Cemil Bengü                             | 9. Dezember 1955 – 12. Oktober 1955                                | DP |        |
| Şemi Ergin Fatin Rüştü Zorlu            | 9. Dezember 1955 – 28. Juli 1957 28. Juli 1957 – 25. November 1957 | DP |        |
| Emin Kalafat                            |                                                                    | DP |        |
| Celal Yardımcı                          |                                                                    | DP |        |
| Justizminister                          | Hüseyin Avni Göktürk                                               | | DP     |
| Verteidigungsminister                   | Şemi Ergin                                                         | 28. Juli 1957 – 25. November 1957                                                                       | DP     |
| Innenminister                           | Etem Menderes Namık Gedik                                          | 9. Dezember 1955 – 12. Oktober 1956 12. Oktober 1956 – 25. November 1957                                | DP     |
| Außenminister                           | Fuat Köprülü                                                       | 9. Dezember 1955 – 20. Juni 1956                                                                        | DP     |
| Finanzminister                          | Nedim Ökmen Hasan Polatkan                                         | 9. Dezember 1955 – 24. August 1956 3. Dezember 1956 – 25. November 1957                                 | DP     |
| Bildungsminister                        | Ahmet Özel Tevfik İleri                                            | 9. Dezember 1955 – 12. April 1957 12. April 1957 – 25. November 1957                                    | DP     |
| Minister für öffentliche Arbeiten       | Muammer Çavuşoğlu Etem Menderes                                    | 9. Dezember 1955 – 12. Oktober 1956 12. Oktober 1956 – 25. November 1957                                | DP     |
| Minister für Gesundheit und Sozialhilfe | Nafiz Körez                                                        | | DP     |
| Minister für Zölle und Monopole         | Hadi Hüsman                                                        | | DP     |
| Verkehrsminister                        | Arif Demirer                                                       | | DP     |
| Minister für Wirtschaftsansiedlungen    | Samet Ağaoğlu                                                      | Am 2. September 1957 Umbenennung zum Ministerium für Industrie                                          | DP     |
| Minister für Wirtschaft und Handel      | Fahrettin Ulaş Zeyyat Mandalinci Abdullah Aker                     | 9. Dezember 1955 – 13. April 1956 7. Mai 1956 – 30. November 1956 30. November 1956 – 25. November 1957 | DP     |
| Landwirtschaftsminister                 | Esat Budakoğlu                                                     | | DP     |
| Arbeitsminister                         | Mümtaz Tarhan                                                      | | DP     |